# Contilly
Contilly – miejscowość i gmina we Francji, w regionie Kraj Loary, w departamencie Sarthe.
Według danych na rok 2010 gminę zamieszkiwało 149 osób, a gęstość zaludnienia wynosiła 12 osób/km².